# Meister des Regler-Altars

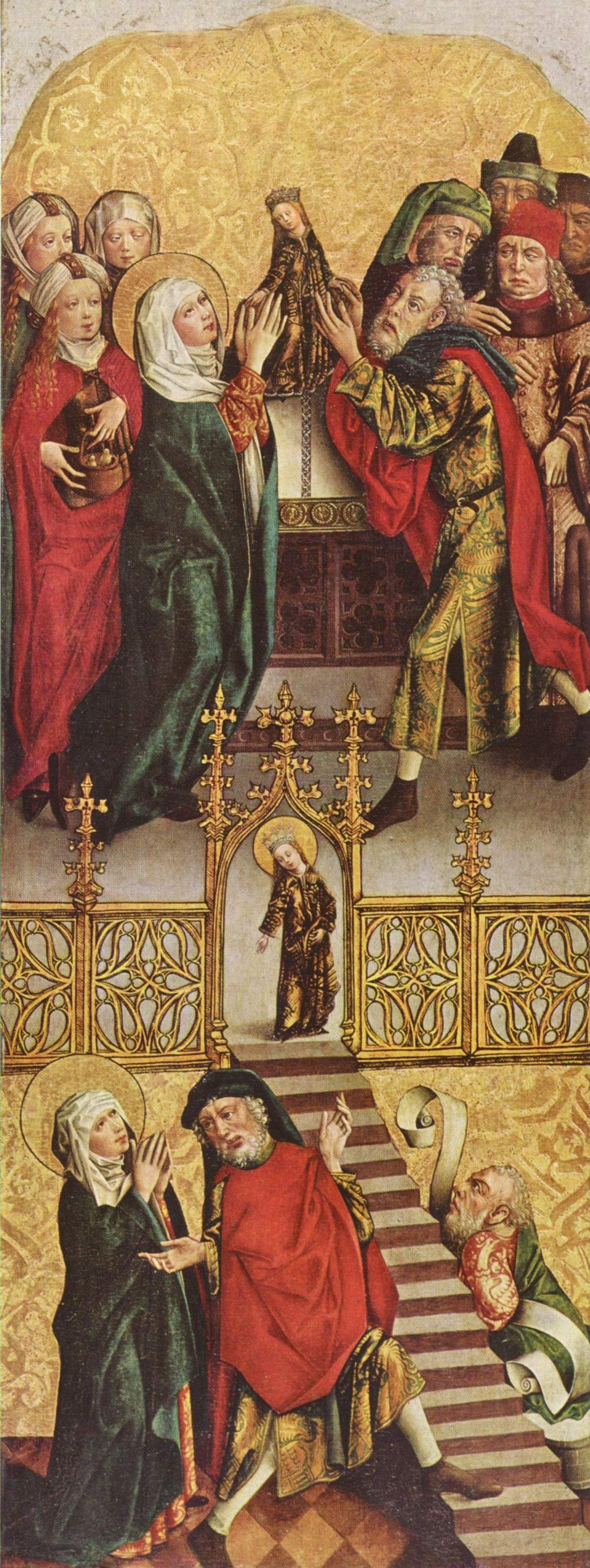
Meister des Regler-Altars: Marienaltar, linker Flügel innen: Tempelgang Mariens. Erfurt, 15. Jahrhundert

Als Meister des Regler-Altars werden der Bildschnitzer und der Maler des um 1465 entstandenen und heute noch nahezu vollständig erhaltenen spätgotischen Flügelaltars in der ehemaligen Stiftskirche des Ordens der Regulierten Augustiner-Chorherren (Reglerkirche) in Erfurt bezeichnet. Der Regler-Altar ist einer der vier großen Erfurter Schnitzaltäre des 15. Jahrhunderts (in den Kirchen der Barfüßer, Prediger, Reglergemeinde, Thomasgemeinde), aber auch wegen seiner gemalten Flügel in der Kunstgeschichte beachtet.

## Mehrere Meister
Es ist wahrscheinlich, dass mindestens zwei oder gar drei unterschiedliche Künstler am Regler-Altar beteiligt waren, mindestens ein Maler und ein Bildhauer. Meister des Regler-Altars ist somit der gemeinsame Notname für mehrere dieser namentlich nicht bekannten Künstler.

### Der Maler des Regler-Altars
Der namentlich nicht bekannte Maler der Außenseite der Flügel und der Predella des Regler-Altars stammte vermutlich aus der Region des Mittelrheins und war von etwa 1445 bis 1470 in Erfurt tätig. Sein ‚‚bemerkenswerter’’ Beitrag zum Altar sind Passions- und Marienbilder. Weitere Werke sind z. B. ein Marienaltar (heute Alte Pinakothek, München). Zugeschrieben werden ihm die Malereien auf den Flügeln des auf 1470–80 datierten Schreinretabels in der ev. Kirche zu Bosserode (Hessen).

### Der Bildhauer des Regler-Altars
Der Regler-Altar gilt als ein Meisterwerk spätgotischer Schnitzkunst. Aus der Werkstatt des Erfurter Regleraltars soll auch der in der Liebfrauenkirche Arnstadt zu findende doppelflügelige gotische Schnitzaltar von 1498 stammen. Dieser war ursprünglich in Arnstadt in der Oberkirche, Kirche des ehemaligen Franziskanerklosters.

## Restaurierung des Regler-Altars
Der Regler-Altar wurde von 1970 bis 1978 umfassend restauriert.